# No Angel (singel Birdy)
„No Angel” – singel brytyjskiej piosenkarki Birdy. Utwór został wydany 18 września 2013 roku przez wytwórnię płytową Warner Music Group jako drugi singel piosenkarki z jej drugiego albumu studyjnego, zatytułowanego Fire Within. Tekst utworu został napisany przez piosenkarkę oraz Bena Lovetta, natomiast jego produkcją zajął się Jim Abbiss, który wyprodukował m.in. albumu 19 Adele. Singel zadebiutował na 51. miejscu na liście przebojów w Holandii oraz na 168. pozycji we Francji.

## Notowania na listach przebojów
| Lista (2013)              | Najwyższa pozycja |
| ------------------------- | ----------------- |
| Holandia (Single Top 100) | 51                |
| Francja (Top 200 Singles) | 168               |